# Lou & Rocked Boys
Lou & Rocked Boys – polska, niezależna wytwórnia muzyczna, powstała w 1998 roku we Wrocławiu z inicjatywy Sławomira „Melona” Świdurskiego - wokalisty zespołu Prawda.
Nakładem wytwórni ukazały się nagrania m.in. takich wykonawców jak: Tides From Nebula, The Bill, Skangur, Mesajah, Blade Loki, Farben Lehre, Zabili Mi Żółwia, Kremlowskie Kuranty, Damian Syjonfam, Star Guard Muffin, Radio Bagdad oraz Enej.
Największy sukces wytwórnia odniosła za sprawą albumu Jestem… formacji Bednarek z 2012 roku, który uzyskał status diamentowej płyty w Polsce sprzedając się w nakładzie 150 tys. egzemplarzy. Drugi album studyjny wokalisty pt. "Oddycham" również przełożył się na sukces wytwórni.
Dystrybucję nagrań Lou & Rocked Boys w Polsce prowadzi firma Rockers Publishing.